# لندن (فیلم ۲۰۰۵)
لندن (به انگلیسی: London) نام فیلمی به سبک درام و به کارگردانی پل دیویس-میلر محصول ۲۰۰۵ است. از بازیگران معروف این فیلم می‌توان به کریس ایوانز، جیسون استاتهام و جسیکا بیل اشاره کرد.

## خلاصه داستان
پسری به نام سید در تلاش برای منصرف کردن دوست دختر قبلی خود از ترک وی و شهر فعلی آنهاست و در این راه با مرد مسن‌تری به نام بیتمن آشنا می‌شود.